# シクリジン
シクリジン(Cyclizine)は、いくつかの商標名で販売されている乗り物酔いや回転性めまいによる吐き気、嘔吐、めまいの予防と治療に用いられる医薬品である。一般的な麻酔の後またはオピオイド投与により起こる吐き気の治療にも使用される(日本では適応外)。投与法は経口または直腸座薬または静脈注射である。
一般的な副作用は、眠気、口の渇き、便秘、視覚障害などがある。重度の副作用には、低血圧、尿閉などがあげられる。一般的に子供や緑内障のヒトへ投与は勧められない。シクリジンの妊娠中のヒトへの投与は安全とされるが、安全性についての研究はされていない。シクリジンは抗コリン薬 と抗ヒスタミン薬に属する薬である。
シクリジンが発見されたのは1947年である。世界保健機関の必須医薬品リストに掲載されており、最も効果的で安全な医療制度に必要とされる医薬品である。米国では一般用医薬品として入手できる。英国での100錠の値段は約￡11.26ポンドである。時に"多幸感"を得るために使用されることがある。